# Leucandrilla wasinensis
Leucandrilla wasinensis är en svampdjursart som först beskrevs av Jenkin 1908.  Leucandrilla wasinensis ingår i släktet Leucandrilla och familjen Grantiidae. Inga underarter finns listade i Catalogue of Life.